# Esther Ofarim

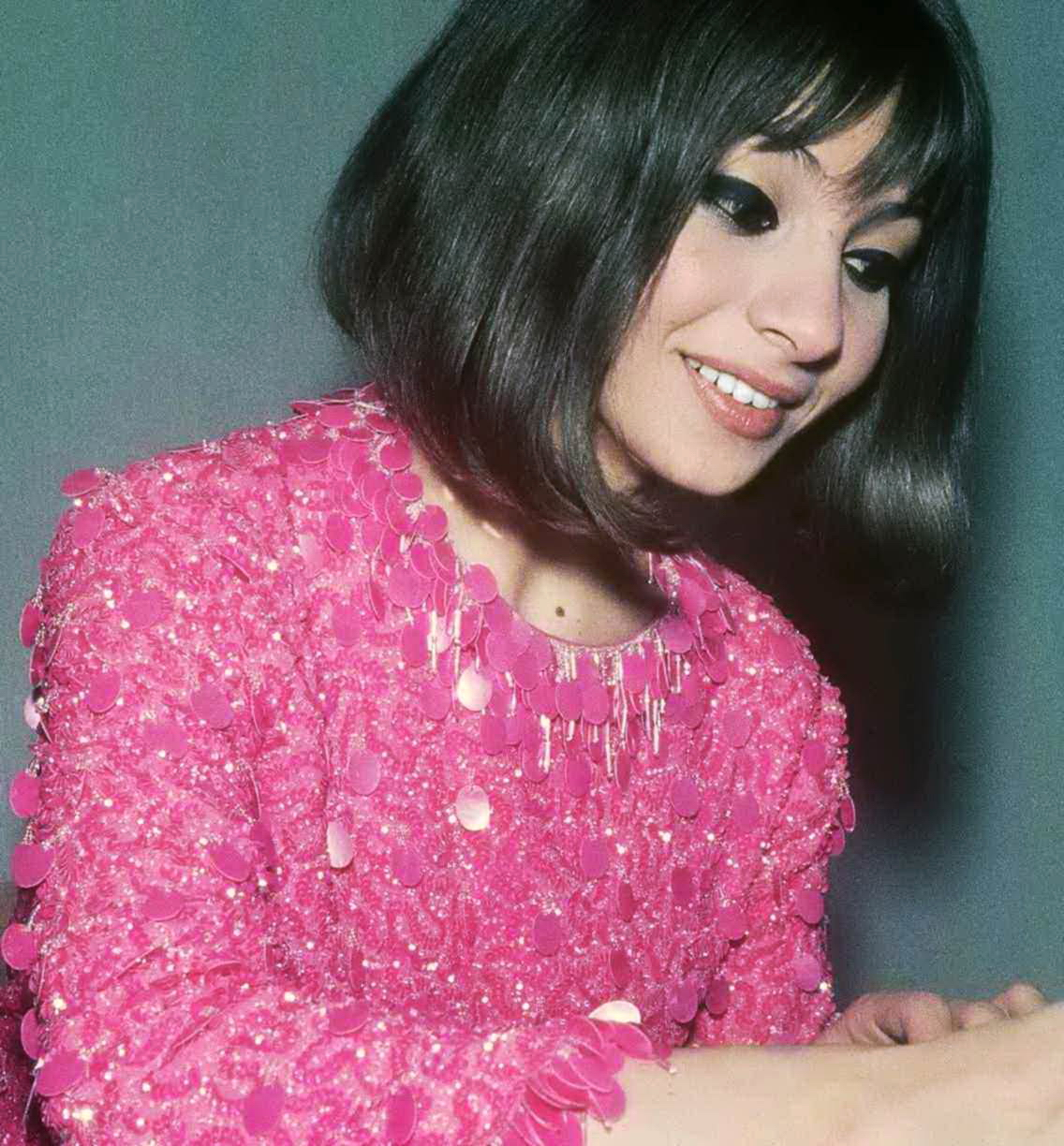
A cantora em 1966

Esther Ofarim (em hebraico: אסתר עופרים‎, nascida Esther Zaied, Safed, Israel 13 de junho de 1941) é uma cantora israelense que cantou no Festival Eurovisão da Canção pela Suíça em 1963.

## Discografia
Esther Ofarim:
- Israeli Songs (1961)
- Esther Ofarim (1965)
- Is is Really Me (1965)
- Esther im Kinderland (1967)
- Esther Ofarim (1969)
- First Album (1972)
- Esther Ofarim (1972)
- Live in Tel-Aviv (1973)
- Complicated Ladies (1982)
- Esther (1989)
- Back on Stage (2005) –
- em Nova York (com Bobby Scott e sua Orquestra) (1965)
- em Londres (produzido por Bob Johnston) (1972)
- I’ll See You in My Dreams (l2009)
- Le Chant Des Chantes (2011)

Esther & Abi Ofarim:
- Songs der Welt (1964)
- Neue Songs der Welt (1965)
- That's Our Song (1965)
- Melodie einer Nacht (1965)
- Das neue Esther & Abi Ofarim Album (1966)
- Sing! (1966) – LP: Philips
- Noch einen Tanz (1966)
- 2 in 3 (1967) – LP: Philips
- Free Just Like the Wind (1967)
- Up to Date (1968) –
- Ofarim Konzert Live 1969 (1969)

### Compilações
Esther & Abi Ofarim:
- Mit ihren schönsten Songs (1965)
- Neue Lieder und Songs(1966)
- Neue Songs und Lieder aus aller Welt (1966)
- Look At Me (1968)
- Cinderella-rockefella (1968)

Esther Ofarim:
- Melodie einer Nacht (2003)